# Sechele I
Sechele I a Motswasele "Rra Mokonopi" (1812-1892), también conocido como Setshele, fue un gobernante del pueblo kwêna de Botsuana. Fue convertido al cristianismo por David Livingstone y en su papel de gobernante sirvió como misionero entre los suyos y otros pueblos africanos. Según el biógrafo de Livingstone Stephen Tomkins, Sechele fue el único africano convertido por Livingstone al cristianismo, a pesar de que el propio Livingstone llegó a considerar a Sechele como un «descarriado». Sechele dirigió una coalición de Botsuana (Bakwêna, Bakaa, Balete, Batlokwa) en la batalla de Dimawe en 1852.

## Primeros años
Sechele nació en 1812, hijo del jefe de la tribu kwêna del pueblo Tswana de la actual Botsuana. Cuando Sechele tenía diez años, su padre fue asesinado y el liderazgo de la tribu se dividió entre sus dos tíos. Sechele y algunos de sus seguidores huyeron al desierto. Pasó algunos años entre la gente de Ngwato y se casó con Mokgokong, una hija del Jefe Kgari. Aproximadamente en 1831 logró reemplazar a uno de sus tíos como gobernante de la mitad de los kwêna.

## Conversión al cristianismo
En 1847, Sechele conoció a David Livingstone en Tshwane. Él y su gente acompañaron al misionero al río Kolobeng donde Livingstone estableció la Misión Kolobeng. El establecimiento de misiones fue alentado a veces por los gobernantes locales porque los misioneros les dieron acceso a armas y pólvora, lo que les dio una ventaja sobre las tribus vecinas que carecían de dicha tecnología. 
Sechele estaba ansioso por aprender a leer y escribir y era un estudiante experto, aprendiendo las letras del alfabeto en dos días. Estaba tan interesado en aprender que se levantaba temprano y desayunaba antes del amanecer. Una vez que dominó la lectura, enseñó a leer a sus esposas. El único libro disponible en el idioma tswana fue la Biblia. Más tarde envió a cinco de sus hijos a ser educados por otro misionero, Robert Moffat, en Kuruman.
Sechele experimentó varios conflictos entre las costumbres locales y el cristianismo. Tuvo que renunciar a su papel de hacedor de lluvia local. Entró en conflicto con Livingstone casarse con cinco mujeres. Al principio, Livingstone se mostraba más relajado al respecto, pero sintiéndose presionado por otros misioneros, exigió que se divorciara de cuatro de las cinco esposas. Sechele lo hizo. Como no hubo más impedimentos, se bautizó en 1848. 
Después de los divorcios y el bautismo de Sechele, una de sus exesposas quedó embarazada de él. También mató a un europeo, aparentemente por razones justas. Como resultado, Livingstone lo denunció como cristiano. Esto fue a pesar del arrepentimiento y las protestas de fe de Sechele. Sechele le dijo a Livingstone: «Nunca abandonaré a Jesús. Tú y yo estaremos juntos ante él». 
Durante el tiempo de su asociación, Livingstone instó a Sechele a hacer las paces con el tío que gobernaba la otra mitad de los kwêna. Sechele le envió a su tío un regalo de pólvora. El tío sospechó del regalo y le prendió fuego. Su muerte en la explosión resultante permitió a Sechele reunir a la tribu. 
Sechele parece haber sido un pensador profundo e independiente. Estaba fuertemente comprometido con Jesucristo (en lugar del cristianismo europeo), de modo que asumió este compromiso en un momento en el que era política y personalmente inconveniente hacerlo y, después de que Livingstone lo dejó, continuó como misionero para su propia gente y la de otros. Mientras que la mayoría de los conversos africanos simplemente asumieron las ideas del cristianismo europeo, Sechele volvió a la fuente original, la Biblia, y trató de elaborar un tipo de cristianismo más africano. Todavía existe controversia sobre los efectos de esto, y los misioneros tradicionales de la época lo describieron como «mitad cristiano, mitad pagano». 

## Batalla de Dimawe
Misioneros como Livingstone eran impopulares entre los bóeres, en el caso de Livingstone porque se creía que había suministrado rifles y municiones a los kwêna. Debido a que Sechele y los kwêna vivían en la ruta a África Central, entre Transvaal y Shoshong, los bóeres percibían a Sechele como un peligro para su frontera occidental. 
En 1852, un grupo de bahurutshe que eran esclavos de los bóeres escapó y huyó con los kwêna en busca de protección. Los bóeres destruyeron la misión Kolobeng y atacaron a los kwêna en Dimawe, donde se encontraron con las tribus Batswana combinadas de Bakwêna, Bahurutshe, Balete y Batlokwa. Antes del ataque hubo un intento por parte de Batswana de proteger a las mujeres y los niños enviándolos a la clandestinidad, pero según Livingstone, muchos fueron hechos prisioneros por los bóeres. Bajo el liderazgo de Sechele, Khama de Bangwato y Bathoen I de Bangwaketse, los bóeres fueron derrotados por una combinación de estrategia y poder de fuego. 
Sechele y la Sociedad Misionera de Londres se quejaron de las acciones de los bóeres al Secretario Colonial en Londres. Pero debido a que los británicos estaban en ese momento negociando con los bóeres sobre la Convención de Sand River, el Alto Comisionado británico recibió instrucciones de no ir más allá de las «protestas amistosas» con los bóeres sobre el asunto. Los británicos no querían arriesgar su relación con los bóeres pareciendo estar del lado de Sechele. Además, los intereses británicos residían en consolidar su propia posición en el área, en lugar de proteger a los habitantes africanos de los bóeres. Sechele partió hacia Inglaterra con la intención de buscar la protección de la reina Victoria, pero sus recursos se agotaron cuando llegó a Ciudad del Cabo.